# Lijst van Rijswijkers
Deze lijst van Rijswijkers betreft bekende personen die in de Nederlandse stad Rijswijk (Zuid-Holland) geboren, woonachtig (geweest) zijn of overleden.

## In Rijswijk geboren
- Adriaen van der Kabel (1630-1705), kunstschilder
- Pieter Cosijn (1630-1667 of later), kunstschilder
- Pieter Jacob Cosijn (1840-1899), taalkundige
- Adolf le Comte (1850-1921), kunstenaar en docent
- Arie Zwart (1903-1981), kunstschilder
- Karel Deddens (1924-2005), predikant, theoloog en zendeling
- Teddy Scholten (1926-2010), winnares Eurovisiesongfestival 1959
- Ack van Rooyen (1930-2021), jazztrompettist en flügelhornist
- Felix Thijssen (1933-2022), schrijver
- Aat Verhoog (1933), schilder, graficus, beeldhouwer en architect
- C.A.G. van den Broek (1935-1990), literair vertaler
- Bram Kool (1937-1990), wielrenner
- Jos Zuidgeest (1944-2016), politicus
- Marjan Margadant-van Arcken (1945-2025), hoogleraar
- Koos Spee (1946), landelijk verkeersofficier verkeersveiligheid
- Dick Jense (1949), politicus
- Robert Schoemacher (1958), cosmetisch chirurg
- Sigrid Kaag (1961), diplomate en politica
- Peter Slaghuis (1961-1991), producer en dj
- Ellis Faas (1962-2020), visagiste
- Rolf Wouters (1963), televisiepresentator
- Karin de Groot (1963), televisiepresentatrice
- Rick Lawson (1964), hoogleraar aan de Universiteit Leiden
- Karin Bos (1966), kunstenares
- Ilja Leonard Pfeijffer (1968), classicus en dichter
- Koen Hauser (1972), fotograaf
- Chantal Nijkerken-de Haan (1973), politica
- Odette Simons (1976), televisiepresentatrice
- Richard Blonk (1985), voetballer
- Jeffrey de Zwaan (1996), darter
- Keye van der Vuurst de Vries (2001), basketbalspeler
- Xander Severina (2001), voetballer
- Naoufal Bannis (2002), voetballer

## In Rijswijk woonachtig (geweest)
- Margaretha Meijboom (1856-1927), maatschappelijk werkster, feministe, vertaalster
- Johan Andreas dèr Mouw (1863-1919), taalkundige, letterkundige, filosoof, schrijver en dichter
- Otto Kriens (1873-1930), kunstschilder
- Theo Bamberg (1875-1963), goochelaar/illusionist 'Okito'
- Louis Bouwmeester jr. (1884-1931), toneelacteur, theaterproducent
- Frits Koolhoven (1886-1946), luchtvaartpionier, vliegtuigontwerper
- Louise Sandbergen (1887-1976), theateractrice, theaterdirecteur, theaterproducent
- Joop Carley (1893-1982), luchtvaartpionier, vliegtuigontwerper
- Arie Maasland (1908-1980), pseudoniem Malando, musicus-componist
- Hermanus Berserik (1921-2002), kunstschilder
- Anneke Elro (1928-2014), toneelactrice
- Rudolf Koumans (1929-2017), musicus, muziekpedagoog en componist
- John Leddy (1930-2022), acteur
- Conny Schouman (1939), zangeres en kunstenares
- Monique van de Ven (1952), actrice
- Patty Brard (1955), televisiepresentatrice
- Ahmed Aboutaleb  (1961), politicus, burgemeester Rotterdam
- Raymond van Barneveld (1967), darter
- Anish Giri (1994), Nederlands-Russisch grootmeester in schaken

## In Rijswijk overleden
- Hendrik Tollens (1780-1856), dichter
- Maria Rutgers-Hoitsema (1847-1934), feministe, sociaal hervormster, onderwijzeres
- Henri ter Hall (1866-1944), revueartiest en politicus
- Herman Bouwens (1868-1955), schutter en olympisch deelnemer
- Johan Buziau (1877-1958), komiek en revueartiest
- Pieter Mansvelt Beck (1880-1968), kunstschilder, aquarellist, beeldhouwer
- Nanno Jakob Kruizinga (1892-1964), architect
- Hannes de Boer (1899-1982), atleet
- Annie van der Vegt (1903-1983), gymnaste
- Henk Beernink (1910-1979), politicus
- Herman Choufoer (1916-2001), voetballer
- Gerard Veringa (1924-1999), politicus
- Anneke Elro (1928-2014), toneelactrice
- Andy Tielman (1936-2011), zanger en gitarist
- Wim Mateman (1945-2019), politicus

Alkmaar · 
Almelo ·
Almere · 
Alphen-Chaam · 
Alphen aan den Rijn ·
Amersfoort · 
Amstelveen · 
Amsterdam · 
Apeldoorn · 
Arnhem · 
Assen ·
Baarn · 
Bergen op Zoom · 
Bilthoven · 
Bolsward · 
Boxtel · 
Breda · 
Bredevoort · 
Brunssum · 
Bussum · 
Delft ·
Den Haag ·
Den Helder · 
Deurne · 
Deventer · 
Doetinchem ·
Dokkum · 
Dordrecht · 
Drachten · 
Ede · 
Eindhoven · 
Emmen · 
Enschede · 
Franeker · 
Geleen · 
Gouda · 
Groenlo ·
Groningen · 
Haarlem · 
Harlingen ·  
Heemstede · 
Heerenveen · 
Heerlen · 
Helmond · 
Hengelo · 
's-Hertogenbosch · 
Hilversum · 
Hoogeveen · 
Hoorn · 
Horst ·
Kampen · 
Kerkrade · 
Leerdam · 
Leeuwarden · 
Leiden · 
Lelystad · 
Maastricht · 
Meppel ·  
Middelburg  ·
Nijkerk · 
Nijmegen · 
Oldenzaal · 
Ommen · 
Oss · 
Rijswijk (Zuid-Holland) · 
Roosendaal · 
Rotterdam · 
Schiedam · 
Sittard · 
Sittard-Geleen · 
Sneek · 
Soest · 
Stadskanaal · 
Tegelen · 
Tiel · 
Tilburg · 
Urk · 
Utrecht · 
Veenendaal · 
Veghel · 
Venlo · 
Venray · 
Vlaardingen · 
Vlissingen · 
Wageningen · 
Warnsveld · 
Weert · 
Winschoten · 
Woerden · 
Zeist · 
Zierikzee · 
Zoetermeer · 
Zutphen · 
Zwolle